# Campeonato Mundial de Gimnasia Artística de 2015
El XLVI Campeonato Mundial de Gimnasia Artística se celebró en Glasgow (Reino Unido) entre el 23 de octubre y el 1 de noviembre de 2015 bajo la organización de la Federación Internacional de Gimnasia (FIG) y la Asociación Británica de Gimnasia.
Las competiciones se realizaron en el pabellón The Hydro de la ciudad escocesa. Este evento representó la primera etapa de clasificación para los Juegos Olímpicos de Río de Janeiro 2016, ya que se otorgaron plazas para los ocho mejores equipos y para los medallistas de las finales de aparatos.

## Calendario
| ● | Clasificación | ● | Finales |

| Oct/Nov de 2015        | Vi 23 | Sá 24 | Do 25 | Lu 26 | Ma 27 | Mi 28 | Ju 29 | Vi 30 | Sá 31 | Do 01 |
| ---------------------- | ----- | ----- | ----- | ----- | ----- | ----- | ----- | ----- | ----- | ----- |
| Clasificación          |       |       | ●     | ●     |       |       |       |       |       |       |
| Equipo                 |       |       |       |       |       | ●     |       |       |       |       |
| Concurso completo ind. |       |       |       |       |       |       |       | ●     |       |       |
| Suelo                  |       |       |       |       |       |       |       |       | ●     |       |
| Caballo con arcos      |       |       |       |       |       |       |       |       | ●     |       |
| Anillas                |       |       |       |       |       |       |       |       | ●     |       |
| Salto                  |       |       |       |       |       |       |       |       |       | ●     |
| Paralelas              |       |       |       |       |       |       |       |       |       | ●     |
| Barra fija             |       |       |       |       |       |       |       |       |       | ●     |

| Oct/Nov de 2015        | Vi 23 | Sá 24 | Do 25 | Lu 26 | Ma 27 | Mi 28 | Ju 29 | Vi 30 | Sá 31 | Do 01 |
| ---------------------- | ----- | ----- | ----- | ----- | ----- | ----- | ----- | ----- | ----- | ----- |
| Clasificación          | ●     | ●     |       |       |       |       |       |       |       |       |
| Equipo                 |       |       |       |       | ●     |       |       |       |       |       |
| Concurso completo ind. |       |       |       |       |       |       | ●     |       |       |       |
| Salto                  |       |       |       |       |       |       |       |       | ●     |       |
| Asimétricas            |       |       |       |       |       |       |       |       | ●     |       |
| Barra de equilibrio    |       |       |       |       |       |       |       |       |       | ●     |
| Suelo                  |       |       |       |       |       |       |       |       |       | ●     |

## Resultados

### Masculino
| Evento                         | Oro                                                                                            | Plata                                                                                              | Bronce                                                                             |
| ------------------------------ | ---------------------------------------------------------------------------------------------- | -------------------------------------------------------------------------------------------------- | ---------------------------------------------------------------------------------- |
| Concurso completo ind. (30.10) | Kohei Uchimura Japón 92,332 pts.                                                               | Manrique Larduet · Cuba · 90,698 pts.                                                              | Deng Shudi China 90,099 pts.                                                       |
| Suelo (31.10)                  | Kenzo Shirai Japón 16,233                                                                      | Max Whitlock Reino Unido 15,566                                                                    | Rayderley Zapata Santana · España · 15,200                                         |
| Caballo con arcos (31.10)      | Max Whitlock Reino Unido 16,133                                                                | Louis Smith Reino Unido 16,033                                                                     | Harutiun Merdinian Armenia Kazuma Kaya Japón 15,500                                |
| Anillas (31.10)                | Eleftherios Petrunias · Grecia · 15,800                                                        | You Hao China 15,733                                                                               | Liu Yang China 15,700                                                              |
| Salto de potro (01.11)         | Ri Se-Gwang Corea del Norte 15,450                                                             | Marian Drăgulescu · Rumania · 15,400                                                               | Donnell Whittenburg Estados Unidos 15,350                                          |
| Paralelas (01.11)              | You Hao China 16,216                                                                           | Oleh Verniayev · Ucrania · 16,066                                                                  | Oleg Stepko Azerbaiyán Deng Shudi China 15,966                                     |
| Barra fija (01.11)             | Kohei Uchimura Japón 15,833                                                                    | Danell Leyva Estados Unidos 15,700                                                                 | Manrique Larduet · Cuba · 15,600                                                   |
| Concurso por equipos (28.10)   | Japón Naoto Hayasaka Ryohei Kato Kazuma Kaya Kenzo Shirai Yusuke Tanaka Kohei Uchimura 270,818 | Reino Unido Brinn Bevan Daniel Purvis Louis Smith Kristian Thomas Max Whitlock Nile Wilson 270,345 | China Deng Shudi Lin Chaopan Liu Yang Xiao Ruoteng You Hao Zhang Chenglong 269,959 |

### Femenino
| Evento                         | Oro | Plata                                                                       | Bronce                                                                                                 |
| ------------------------------ | --- | --------------------------------------------------------------------------- | --- |
| Concurso completo ind. (29.10) | Simone Biles Estados Unidos 60,399 pts.                                                                               | Gabrielle Douglas Estados Unidos 59,316 pts.                                | Larisa Iordache · Rumania · 59,107 pts.                                                                |
| Suelo (01.11)                  | Simone Biles Estados Unidos 15,800                                                                                    | Xeniya Afanasieva · Rusia · 15,100                                          | Margaret Nichols Estados Unidos 15,000                                                                 |
| Salto de potro (31.10)         | Mariya Paseka · Rusia · 15,666                                                                                        | Hong Un-Jong Corea del Norte 15,633                                         | Simone Biles Estados Unidos 15,541                                                                     |
| Barras asimétricas (31.10)     | Fan Yilin · China · Viktoria Kómova · Rusia · Madison Kocian · Estados Unidos · Daria Spiridonova · Rusia · 15,366    | —                                                                           | — |
| Barra (01.11)                  | Simone Biles Estados Unidos 15,358                                                                                    | Sanne Wevers · Países Bajos · 14,333                                        | Pauline Schäfer · Alemania · 14,133                                                                    |
| Concurso por equipos (27.10)   | Estados Unidos Simone Biles Gabrielle Douglas Brenna Dowell Madison Kocian Margaret Nichols Alexandra Raisman 181,338 | China Chen Siyi Fan Yilin Mao Yi Shang Chunsong Tan Jiaxin Wang Yan 176,164 | Reino Unido Rebecca Downie Elissa Downie Claudia Fragapane Ruby Harrold Kelly Simm Amy Tinkler 172,380 |

## Medallero
| Núm. | País            | Oro | Plata | Bronce | Total |
| ---- | --------------- | --- | ----- | ------ | ----- |
| 1    | Estados Unidos  | 5   | 2     | 3      | 10    |
| 3    | Japón           | 4   | 0     | 1      | 5     |
| 2    | Rusia           | 3   | 1     | 0      | 4     |
| 4    | China           | 2   | 2     | 4      | 8     |
| 5    | Reino Unido     | 1   | 3     | 1      | 5     |
| 6    | Corea del Norte | 1   | 1     | 0      | 2     |
| 7    | Grecia          | 1   | 0     | 0      | 1     |
| 8    | Cuba            | 0   | 1     | 1      | 2     |
| 8    | Rumania         | 0   | 1     | 1      | 2     |
| 10   | Países Bajos    | 0   | 1     | 0      | 1     |
| 10   | Ucrania         | 0   | 1     | 0      | 1     |
| 12   | Alemania        | 0   | 0     | 1      | 1     |
| 12   | Armenia         | 0   | 0     | 1      | 1     |
| 12   | Azerbaiyán      | 0   | 0     | 1      | 1     |
| 12   | España          | 0   | 0     | 1      | 1     |
|      | TOTAL           | 17  | 13    | 15     | 45    |